# Blaž Kramer
Blaž Kramer (* 1. Juni 1996 in Celje) ist ein slowenischer Fußballspieler.

## Karriere

### Verein
Kramer begann seine Karriere beim NK Simer Šampion Celje, bei dem er 2014 in die erste Mannschaft befördert wurde. Für den Verein absolvierte er in zwei Jahren 32 Spiele (25 Tore) in der Druga Slovenska Nogometna Liga, der zweithöchsten slowenischen Spielklasse, und in der Tretja Nogometna Liga, in die der Klub zur Spielzeit 2015/16 abgestiegen war.
Zur Saison 2016/17 wechselte er zum Erstligisten NK Aluminij. Sein Debüt in der Slovenska Nogometna Liga, der höchsten slowenischen Liga, gab er am 17. Juli 2016 (1. Spieltag) beim 0:2 gegen ND Gorica, als er in der 73. Minute für Robert Kurez eingewechselt wurde. Bis Saisonende kam er zu 28 Erstligaeinsätzen für den Verein aus Kidričevo, wobei er sechs Tore erzielte.
Zur Spielzeit 2017/18 schloss er sich dem deutschen Viertligisten VfL Wolfsburg II an. Er debütierte in der Regionalliga Nord am 2. August 2017 beim 2:0 gegen den VfV Hildesheim, als er in der Startelf stand und in der 14. Minute das 2:0 für die Wölfe schoss. Bis zum Ende der Saison wurde Kramer 30 Mal eingesetzt und erzielte dabei 19 Tore. Der VfL beendete die Spielzeit auf dem 3. Rang. 2018/19 kam er aufgrund eines Syndesmosebandrisses nur zu 16 Spielen (8 Tore). Zu Saisonende wurden die Wölfe mit drei Punkten Vorsprung auf den Zweiten VfB Lübeck Meister der Regionalliga Nord und zogen in die Aufstiegsrelegation ein, die sie nach Hin- und Rückspiel mit insgesamt 4:5 gegen den FC Bayern München II verloren.
Daraufhin unterschrieb Kramer zur Spielzeit 2019/20 beim Schweizer Erstligisten FC Zürich. Sein Debüt in der Super League gab er am 21. Juli 2019 (1. Spieltag) beim 0:4 gegen den FC Lugano, als er in der 58. Minute für Antonio Marchesano in die Partie kam. Bis Saisonende war Kramer in 31 Ligaspielen im Einsatz, in denen er zehn Tore schoss, sowie in zwei Spielen im Schweizer Cup, in dem man im Achtelfinale gegen den BSC Young Boys ausschied.
2022 wechselte er zum polnischen Club Legia Warschau. 2024 folgte ein weiterer Wechsel zu Konyaspor in die Süper Lig.

### Nationalmannschaft
Kramer absolvierte insgesamt sechs Partien für die slowenische U-19 und U-21-Nationalmannschaften. Seit 2020 spielt er für die A-Nationalmannschaft, für die er am 6. September 2020 beim 1:0 gegen Moldawien im Rahmen der UEFA Nations League 2020/21 sein Debüt gab, als er in der 85. Minute für Andraz Sporar eingewechselt wurde. Bisher war er insgesamt fünf Mal für sein Heimatland im Einsatz.

## Erfolge
VfL Wolfsburg II
- Meister der Regionalliga Nord: 2018/19